# Erebochlora pernigrata
Erebochlora pernigrata là một loài bướm đêm trong họ Geometridae.